# تشارلز بوتس
تشارلز بوتس (1863-1946) هو عالم حفريات أمريكي.

## السيرة الذاتية
وُلد بوتس في 1863. في عام 1899 حصل على درجة البكالوريوس وأعقبها بالماجستير في عام 1900 من جامعة ألفريد. في عام 1901 انضم إلى المسح الجيولوجي الأمريكي بمنصب مساعد جيولوجي ثم رقى إلى الحفريات في عام 1909، وفي عام 1912 أصبح جيولوجياً. كان يعمل مع هيئة المسح الجيولوجي الأمريكية حتى تقاعده في عام 1933. بدءا من عام 1933 تم التعاقد معه من قبل هيئة المسح الجيولوجي الفرجينية، رسم الخرائط من حقب الحياة القديمة. توفي في عام 1946. أجرى الكثير من المسوحات الجيولوجية في الولايات مثل ولاية ألاباما وكنتاكي وفرجينيا.

## من أعماله
- 1922 — The Mississippian Series of Eastern Kentucky